# Gottfried Heinersdorff
Gottfried Heinersdorff (* 9. März 1883 in Berlin; † 24. Oktober 1941 in Mouleydier, Frankreich) war ein deutscher Glasmalerei- und Glasmosaikfabrikant, Kunstmäzen und Kunstsammler. Er war Gründungsmitglied des Deutschen Werkbundes und gilt als bedeutender Reformer der Glasmalkunst in Deutschland.

## Leben
Gottfried Heinersdorff war väterlicherseits ein Enkel von Julius Christlieb Heinersdorff (1805–1877). Dieser war jüdischer Abstammung, hatte sich aber Anfang der 1830er Jahre zum Christentum bekannt und wurde evangelischer Pastor in Moltheinen (Ostpreußen). Seine Großmutter väterlicherseits, Joanna Rosalie Friedländer (1806–1889), konvertierte am 11. November 1826 ebenfalls.
Sein Vater war Paul Gerhard Heinersdorff (1844–1900), der in Berlin eine Hofbuchhandlung mit Verlag betrieb und 1875 eine Glaskunstwerkstatt mit Kunsthandel eröffnet hatte. Zum Zeitpunkt seines Todes im Jahr 1900 war das Unternehmen bereits eine der führenden Glasmalereiwerkstätten des Landes geworden. Sie schuf Glasmalereien für zahlreiche deutsche Kirchen, unter anderem für die evangelische Kirche in Ranzin (Auferstandener Christus), 1881 für die evangelische Kirche in Elgershausen nahe Kassel, 1882/1883 für die evangelische Kirche in Lohre nahe Fritzlar und 1893 die Chorfenster der evangelischen Kirche St. Johannis in Bevern (Landkreis Holzminden). Als sein Vater starb, übernahm Gottfried Heinersdorff im Alter von 17 Jahren die Leitung des Unternehmens.
Carl Heinersdorff war der ältere Bruder seines Vaters.
Gottfried befasste sich zunächst mit der Glasmaltechnik der Gotik, wurde 1907 Gründungsmitglied der kunstgewerblichen Reformbewegung Deutscher Werkbund und hatte gute Verbindungen zu Künstlern wie Henry van de Velde, Hans Poelzig, Lyonel Feininger, Heinrich Vogeler, Paul Scheerbart, Bruno Taut, Carl Otto Czeschka, Johan (Jan) Thorn Prikker und August Endell sowie zu dem Kunstmäzen Karl Ernst Osthaus. Ebenfalls 1907 fertigte er nach dem Entwurf des Künstlers Max Pechstein, der seinerzeit ein Entwurfsatelier für Glasfenster, Mosaiken und Wandbilder in Dresden hatte, die Fenster des im Jugendstil neu erbauten Rathauses von Eibenstock in Sachsen, der erste Großauftrag Pechsteins. Viele expressionistische Künstler wurden von Heinersdorff gefördert, indem er sie mit Entwürfen für Glaskunstarbeiten aller Art beauftragte, einschließlich Fenster, Mosaik-Fußböden, Wänden und Leuchten. Bezahlen ließ er sich dadurch, dass die Künstler ihm Bilder überließen, mit denen er dann handelte.
Durch seine Arbeiten errang Heinersdorff schnell überregionale Anerkennung als einer der besten und innovativsten Glaskünstler Deutschlands. Ab 1908 stellte er auch Glasmosaiken her. Ab 1908 ging – auf Empfehlung von Bruno Paul, dem Leiter der Unterrichtsanstalt des Königlichen Kunstgewerbemuseums Berlin – der später als Maler bekannt gewordene Otto Nagel bei Heinersdorff in die Lehre, brach sie jedoch 1910 ab, nachdem er aufgrund der Teilnahme an einer Feier zum 1. Mai gemaßregelt worden war. 1913 unternahm Heinersdorff mit Jan Thorn Prikker eine Studienreise nach Frankreich. In die Jahre 1912/13 fällt die Zusammenarbeit mit Carl Otto Czeschka aus Hamburg für das Fenster der neuen Kunstgewerbeschule am Lerchenfeld in Hamburg (Architekt Fritz Schumacher). Die Zusammenarbeit wurde wegen der Kompliziertheit der künstlerischen Gestaltung der Hellglas-Fenster aufgegeben.
Zum 1. April 1914 fusionierte Heinersdorffs Kunstanstalt für Glasmalerei, Bleiverglasungen und Glasmosaik mit dem wesentlich größeren Berliner Konkurrenten Deutsche Glasmosaikanstalt Puhl & Wagner, bekannt unter anderem durch die Anfertigung der Fenster und der großflächigen Goldmosaiken der Kaiser-Wilhelm-Gedächtniskirche, zur Vereinigte Werkstätten für Mosaik und Glasmalerei Puhl & Wagner, Gottfried Heinersdorff. Puhl & Wagner besaß eine eigene Glashütte und seit 1905 das Reichspatent auf Gold-Mosaikglas, dessen Herstellung über Jahrhunderte in Vergessenheit geraten war. Heinersdorff war nicht nur Teilhaber, sondern auch künstlerischer Leiter und Finanzdirektor des zusammengeschlossenen Unternehmens, sein Sozius war August Wagner (1866–1952), dessen bisheriger Partner Friedrich Puhl mit der Fusion aus dem Unternehmen ausschied. Gleichfalls 1914 veröffentlichte Heinersdorff im Verlag von Bruno Cassirer das grundlegende Handbuch Die Glasmalerei, ihre Technik und ihre Geschichte. Auf der Werkbund-Ausstellung in Köln zeigte Heinersdorff viel beachtete Glasfenster nach Entwürfen von Thorn Prikker, die für die Dreiköniginnenkirche in Neuss gedacht waren, auf Betreiben des Erzbistums Köln aber nicht eingebaut wurden. Bereits zuvor hatte Heinersdorff mit Prikker Fenster für das Gesellenhaus von Peter Behrens in Neuss produziert. Die Originale befinden sich heute im Kaiser-Wilhelm-Museum in Krefeld; eingebaut sind Zweitausfertigungen.
1918 fusionierte das Unternehmen mit der Königlich Bayerischen Hofmosaik-Kunstanstalt, Prof. Theodor Rauecker. Der Münchner Betrieb wurde fortan als Zweigwerk Vereinigte Werkstätten für Mosaik und Glasmalerei, München-Solln (auch Vereinigte Süddeutsche Werkstätten genannt), geführt.
Die unterschiedlichen künstlerischen Auffassungen der beiden Teilhaber des Gesamtunternehmens – des konservativ-kaisertreuen Wagner einerseits und des reformerischen Heinersdorff andererseits – führten zu Konflikten. 1926 kündigte August Wagner vorzeitig den auf 15 Jahre geschlossenen Gesellschaftervertrag. Heinersdorff beschritt dagegen den Rechtsweg, unterstützt durch eidesstattliche Versicherungen von Max Pechstein, Franz Becker-Tempelburg und von Reichskunstwart Edwin Redslob, die seine Bedeutung für die Entwicklung des Unternehmens bestätigten. Schließlich musste Wagner die Vertragskündigung zunächst zurücknehmen. Nach der Machtergreifung der Nationalsozialisten 1933 erreichte Wagner durch eine zusätzlich eingereichte Strafanzeige gegen Heinersdorff wegen angeblicher „Beleidigung und Betrug“ und unter Verweis auf die jüdische Abstammung Heinersdorffs doch die Auflösung des Gesellschaftervertrages. Der Prozess endete mit einem Vergleich, bei dem Heinersdorff sich gegen eine später nie vollständig ausgezahlte Abfindung verpflichtete, in Deutschland nie wieder als Glasmaler zu arbeiten.
Auf Grundlage der Nürnberger Rassengesetze wurde Heinersdorff 1935 zum „Halbjuden“ erklärt. Ihm wurde außerdem auf Dauer verboten, sich im Glasmosaik- und Glasmalereigewerbe zu betätigen. Unter dem 23. Dezember 1938 teilte die Handwerkskammer Berlin Heinersdorff mit, er sei zum Jahresende aus der Handwerksrolle gelöscht, und forderte ihn zur Rückgabe der Handwerkskarte auf. Seiner bisherigen Existenzgrundlage beraubt, eröffnete er ein Fotostudio in Berlin. 1937 konnte er durch Fürsprache von Reichswirtschaftsminister Hjalmar Schacht gemeinsam mit seinem Sohn an einer Ausstellung in Paris teilnehmen. Beide kehrten jedoch nicht nach Deutschland zurück, sondern baten dort um politisches Asyl und eröffneten in Paris das Fotostudio Ego. Zu ihren Aufträgen gehörte unter anderem ein Porträt von Kardinal Jean Verdier. Als am 3. September 1939 Deutschland Frankreich den Krieg erklärte, sollten beide Heinersdorffs als feindliche Ausländer interniert werden. Während Eberhard Heinersdorff untertauchte, blieb Gottfried Heinersdorff bis Januar 1940. Als die Deutschen Frankreich besetzten, ließen die Franzosen sämtliche Inhaftierten frei. Gottfried Heinersdorff floh in die Dordogne nach Mouleydier in der Nähe von Bergerac. Dort wohnte er in dem kleinen „Chateau Les Merles“, wo er laut Sterbeurkunde der Gemeinde am 24. Oktober 1941 verstarb, nach der Bescheinigung des Hausarztes an Krebs. Der Ort seines Grabes in Mouleydier ist heute nicht mehr bekannt.
Sein Sohn Eberhard (genannt Peter) war mit dem Vater nach Frankreich emigriert und trat nach der deutschen Invasion in die Fremdenlegion ein. Er wurde von der Vichy-Regierung gefangen genommen und in Colomb-Bechar in Algerien interniert. Dort wurde er später von den Briten befreit und als Fotograf des Pioneer Corps in Italien eingesetzt. Eberhard ging nach dem Krieg zunächst nach Paris, heiratete eine Jüdin, trennte sich von ihr und ging 1946 nach London. Dort wurde er unter dem Künstlernamen Peter Dorp ein bekannter Werbefotograf. Er lebte zusammen mit Elisabeth Chat, beide arbeiteten unter anderem für die Picture Post. Gottfried Heinersdorffs Frau Gertrud sowie ihre beiden Töchter siedelten nach Beginn der Bombenangriffe auf Berlin nach Cappenberg in das Haus des Vaters Otto Bolte.

## Werke (Auswahl)

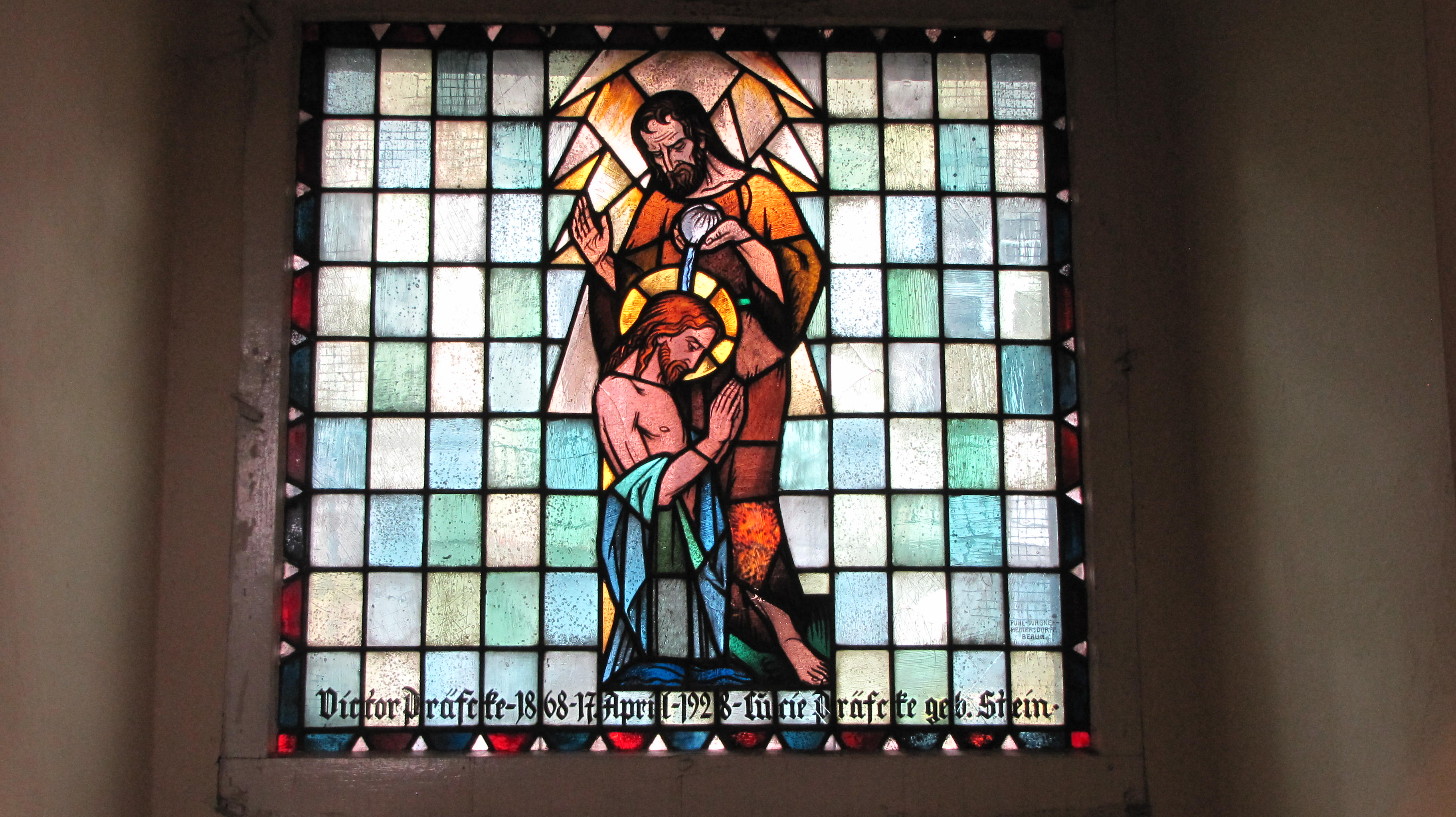
Taufe Jesu, Stadtkirche Neustrelitz (1931)

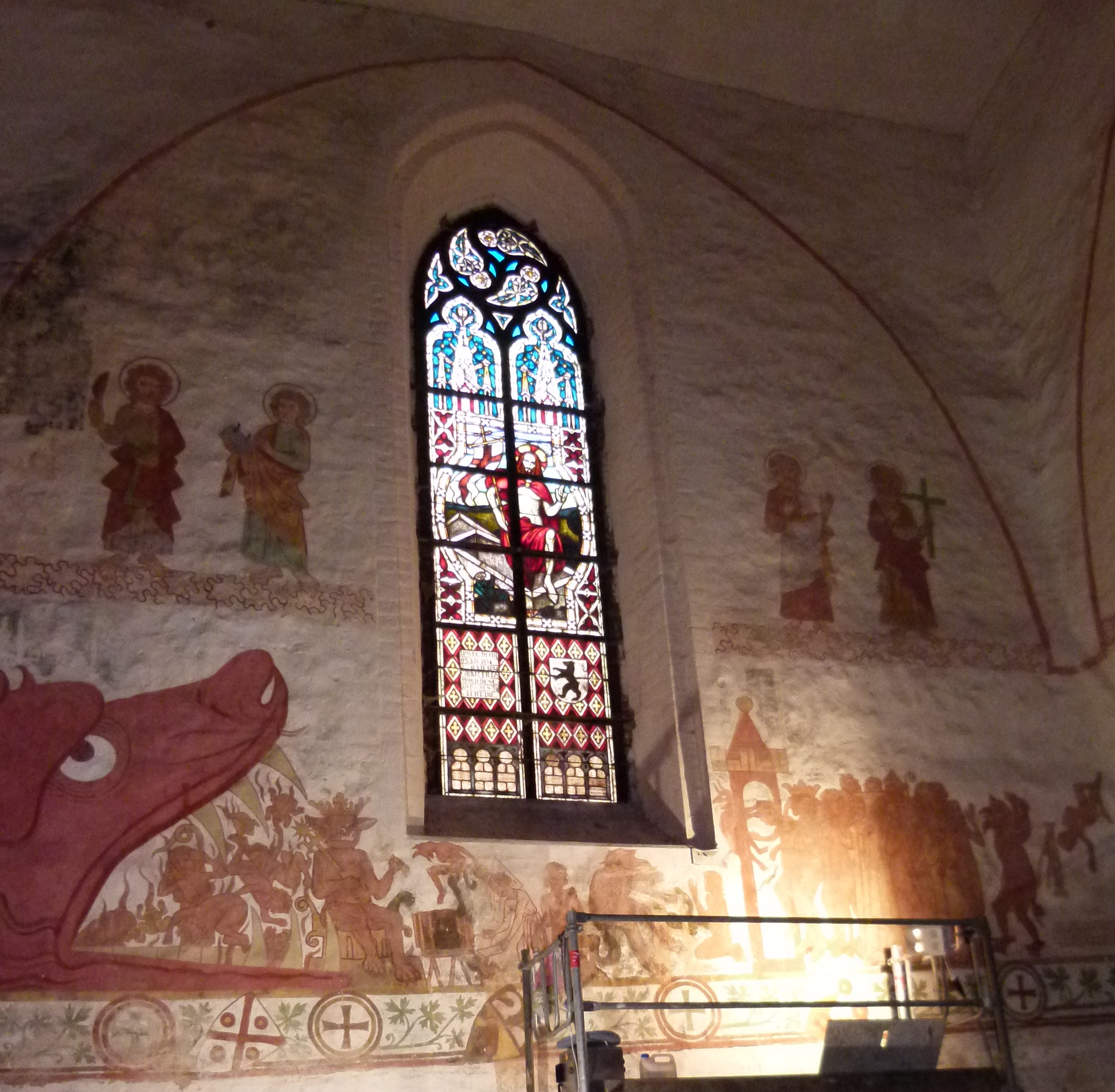
Glasmalerei mit Christi Auferstehung in Behrenhoffer Kirche

Fast alle Fenster und anderen Kunstwerke Heinersdorffs wurden im Zweiten Weltkrieg zerstört.
- 1905–1906: Evangelische Kirche in Marne (Schleswig-Holstein), vollständig erhaltener Zyklus in den Obergaden, Salbung in Bethanien, Kreuzigung, Beweinung Christi, Erscheinung des Auferstandenen vor der Maria von Magdala
- 1906: Burg Schöneck, vollständig erhaltene Verglasung im Treppenhaus der Villenburg
- 1907–1909: Evangelische Kirche in Behrenhoff (Mecklenburg-Vorpommern), Glasmalerei im Chor (Maiestas Domini, Auferstehung und Geburt Christi)
- Januar 1913: Grace and Holy Trinity Cathedral in Kansas City (Missouri), so genanntes „Münchner Fenster“, nach dem Entwurf der Deutsch-Amerikanerin Mary Fraser Wesselhoeft (1873–1971). Das Fenster ist die früheste bisher bekannte Arbeit von Heinersdorff in Nordamerika – und dadurch eines der wenigen nicht kriegsbedingt zerstörten Werke überhaupt.
- 1916/1917: Gutshof Schulze Wischeler in Selm-Netteberge, St.-Georgs-Mosaik (Entwurf; Ausführung durch Bengsen, Berlin)
- 1920er Jahre: Ehrenhof Düsseldorf: Großflächige Mosaike in den Torgebäuden der Anlage, großes Glasfenster nach Thorn Prikker im Foyer des Museums Kunstpalast
- 1925: Wandmosaik in der Kirche Zum Vaterhaus in Berlin-Baumschulenweg
- 2011: Fertigstellung der Neuausführung der Fensterentwürfe für das Treppenhaus im Grassi-Museum Leipzig nach den Entwürfen von Josef Albers. Erste Ausführung durch Gottfried Heinersdorff; zweite durch die Glasmalerei Peters in Paderborn.

## Schriften
- Die Glasmalerei, ihre Technik und ihre Geschichte. Mit einer Einleitung und einem Anhang über moderne Glasmalerei von Karl Scheffler. Bruno Cassirer, Berlin 1914.